# Eneko Zarrabeitia
Eneko Zarrabeitia Salterain, alias Sorgin (Abadiano, Vizcaya, 2 de junio de 1981) es un criminal español, miembro de la organización terrorista ETA. Fue detenido el 8 de diciembre de 2008 en Francia por la Guardia Civil y la policía francesa junto a Aitzol Iriondo y Aitor Artetxe.

## Biografía
Eneko Zarrabeitia está acusado de haber pertenecido a los comandos "Vizcaya" (2006) y "Larrano". Con la caída de parte del comando Vizcaya huyó a Francia. En 2007, Txeroki lo integró en el comando Larrano, que actuó en Cantabria en julio de ese mismo año con un coche bomba en Santander. Cuando la policía detuvo a su compañero, Aritz Arginzoniz, Zarrabeitia consiguió huir de nuevo a Francia
En mayo de 2008 se sospecha que tuvo un encuentro con miembros de ETA del comando "Hegoak" a los que entregó una furgoneta que hicieron estallar con explosivos en el cuartel de la Guardia Civil de Villarreal de Álava el día 14 de dicho mes, y en el que murió el agente Juan Manuel Piñuel.
Está acusado en la Audiencia Nacional como integrante del comando Larrano y por la entrega del coche bomba con el que se atentó en Villarreal de Álava.